# アルトゥール・アントゥネス・コインブラ・ジュニオール
ジュニオールことアルトゥール・アントゥネス・コインブラ・ジュニオール（Arthur Antunes Coimbra Junior、1977年10月15日 - ）は、ブラジル出身の元サッカー選手。攻撃的ミッドフィールダー。
父は元ブラジル代表および日本代表監督のジーコ。妻は日系人である。

## 経歴
フルミネンセでプロ選手としてのキャリアをスタートさせ、父ジーコが創設したクラブCFZ・ド・リオで多くの時間を過ごした。
2000年には、かつて父ジーコが在籍したセリエA・ウディネーゼ・カルチョの入団テストを受けたが、契約には至らず。その後はアメリカのニューイングランド・レボリューション、2003年はJ2のサガン鳥栖へとそれぞれCFZ・ド・リオからの期限付き移籍で在籍した。鳥栖では開幕の一週間前にようやく来日したが、低調なパフォーマンスが続き6月に契約解除された。
引退後はCFZの社長を務めている。

## 所属クラブ
- バーハ・デ・チジュカ
- グアラニFC（ブラジル）
- 1997年 フルミネンセFC（ブラジル）
- CFZ・ド・リオ（ブラジル）
- ニューイングランド・レボリューション（USA）
- CFZ・ド・リオ（ブラジル）
- 2003年3月-6月 サガン鳥栖（日本）

## 個人成績
| 国内大会個人成績 | 国内大会個人成績 | 国内大会個人成績 | 国内大会個人成績 | 国内大会個人成績 | 国内大会個人成績 | 国内大会個人成績 | 国内大会個人成績 | 国内大会個人成績 | 国内大会個人成績 | 国内大会個人成績 | 国内大会個人成績 |
| 年度             | クラブ           | 背番号           | リーグ           | リーグ戦         | リーグ戦         | リーグ杯         | リーグ杯         | オープン杯       | オープン杯       | 期間通算         | 期間通算         |
| 年度             | クラブ           | 背番号           | リーグ           | 出場             | 得点             | 出場             | 得点             | 出場             | 得点             | 出場             | 得点             |
| 日本             | 日本             | 日本             | 日本             | リーグ戦         | リーグ戦         | リーグ杯         | リーグ杯         | 天皇杯           | 天皇杯           | 期間通算         | 期間通算         |
| ---------------- | ---------------- | ---------------- | ---------------- | ---------------- | ---------------- | ---------------- | ---------------- | ---------------- | ---------------- | ---------------- | ---------------- |
| 2003             | 鳥栖             | 23               | J2               | 2                | 0                | -                | -                |                  |                  |                  |                  |
| 通算             | 日本             | 日本             | J2               | 2                | 0                | -                | -                |                  |                  |                  |                  |
| 総通算           | 総通算           | 総通算           | 総通算           | 2                | 0                | 0                | 0                |                  |                  |                  |                  |